# Clarté nucale
La clarté nucale, petite zone anéchogène (ne renvoyant pas d'écho en échographie) située sur le crâne d'un fœtus humain pendant le premier trimestre de grossesse, permet de dépister certaines anomalies congénitales, en particulier la trisomie 21.   

## Définition

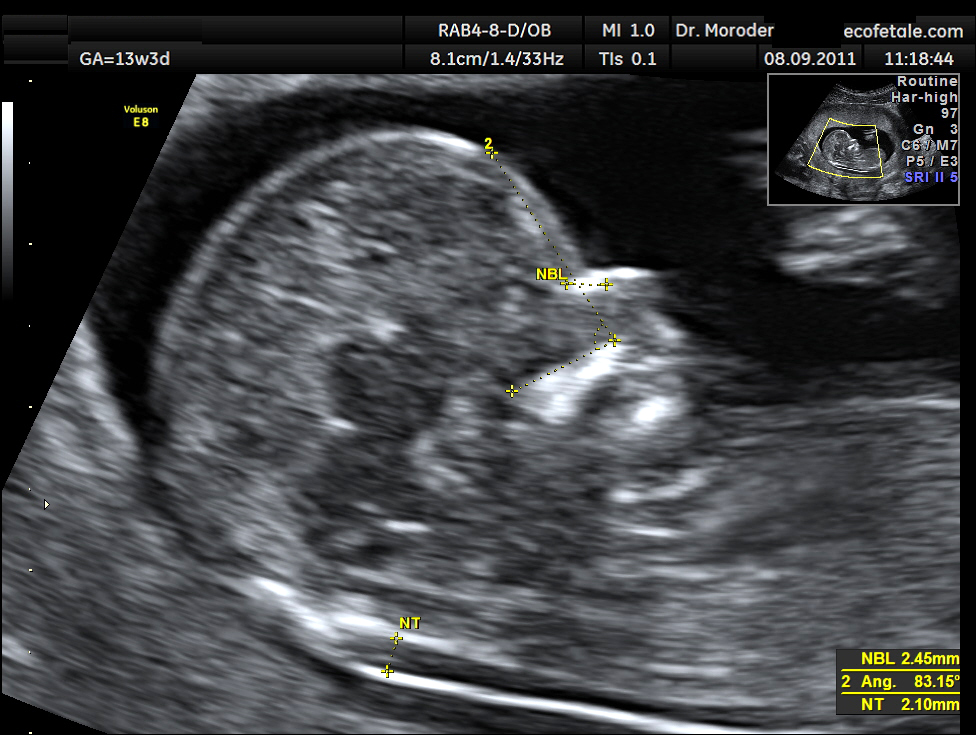
Fœtus avec clarté nucale normale.

La clarté nucale, comme son nom l’indique, se situe au niveau de la nuque du fœtus. Elle est due à un petit décollement entre la peau et le rachis et correspond à une zone dite anéchogène (c’est-à-dire qui ne renvoie pas d’écho lors de l’examen). Tous les fœtus présentent une clarté nucale au cours du premier trimestre, mais cette clarté disparaît ensuite.

## Historique
En 1866, le médecin britannique John Langdon-Down est le premier à décrire une idiotie de type « mongolien » où il note « une peau de teinte légèrement jaunâtre, déficiente en élasticité, donnant l'apparence d'être trop large pour le corps ».
En 1992, Nikolaides formule l'hypothèse selon laquelle l'épaisseur de ce qu'il appelle la « clarté nucale fœtale » (fetal nuchal translucency) à l'échographie du premier trimestre de grossesse pourrait être un marqueur de trisomie 21. Il se base sur une étude prospective portant sur 827 femmes enceintes acceptant une échographie à 10-14 semaines de grossesse,.
Cette étude a été confirmée par d'autres, notamment par une étude publiée en 1998 dans The Lancet, conduite dans 22 centres et portant sur près de cent mille femmes,.

## Quelques causes d'une clarté nucale trop épaisse
La clarté nucale trop épaisse peut être causée par différents facteurs, la trisomie 21, des malformations cardiaques, le nanisme, ou encore être parfois sans cause et ne causer elle-même aucune déformation handicapante,.

## Évaluation du risque de trisomie 21 par la clarté nucale
Pour un article plus général, voir Trisomie 21#Dépistage prénatal.

### Quand la mesure doit-elle être faite?
La mesure de la clarté nucale doit avoir lieu au cours de la première échographie de la grossesse, c’est-à-dire entre la 11e semaine et 13 semaine + 6 jours d’aménorrhée. Il est impératif que l’examen soit fait à cette période, car passé trois mois, la clarté nucale disparaît.

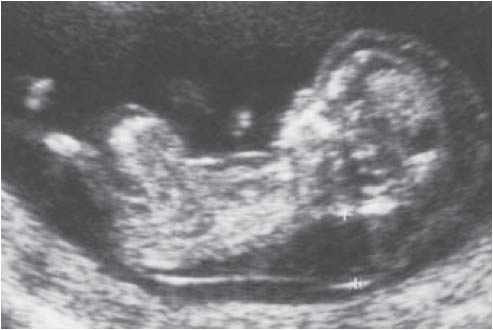
Exemple de fœtus avec clarté nucale élevée à 12 semaines, due dans ce cas à une trisomie 18.

### Comment le risque est-il calculé?
Le risque est calculé en fonction de différents facteurs majeurs qui sont : l'épaisseur de la clarté nucale, l'âge maternel, le poids, le dosage biochimique des marqueurs sériques dans le sang maternel (AFP, hCG, b-hCG, uE3 et PAPP-A). D'autres facteurs annexes peuvent affecter les calculs du risque de trisomie 21 : mère fumeuse, diabète, antécédent de trisomie 21, grossesse gémellaire, grossesse par fécondation in vitro.
L'évaluation du risque de trisomie 21 par la clarté nucale se fait en comparant la médiane de la clarté nucale attendue par rapport à celle de la clarté nucale mesurée.
On utilise deux méthodes :
- on prend la différence entre la clarté nucale mesurée et la clarté nucale attendue et on applique un coefficient multiplicateur ou diviseur (fourni par l'âge maternel et le terme de la grossesse) à ce risque de base ;
- ou bien on prend le multiple de la médiane (MoM), qui est le rapport entre clarté nucale mesurée et clarté nucale attendue. Ce rapport est ensuite appliqué au risque de base.